# Rivière Allard
Pour les articles homonymes, voir Allard.
La rivière Allard est un affluent de la rive ouest du lac Matagami lequel se déverse dans la rivière Nottaway. La rivière Allard coule dans la municipalité de Eeyou Istchee Baie-James, dans la région administrative du nord-du-Québec, au Québec, au Canada.

## Géographie
La route 109 remonte vers le nord en longeant le côté ouest de la partie supérieure de la rivière Allard. Puis cette route bifurque vers l'est, puis vers le nord, pour aller rejoindre la ville de Matagami.
Le pont de la route R1027 enjambe la rivière Allard à environ 10 km au sud de sa confluence avec le lac Matagami. À partir de ce pont, cette route remonte vers le nord, coupe la rivière Gouault, longe la rive ouest de la rivière Gouault et du lac Matagami ; puis elle remonte plus au nord jusqu'à rejoindre les territoires à l'est de la Baie James.
Les bassins versants voisins de la rivière Allard sont :
- côté nord : lac Bouchier, rivière Kitchigama ;
- côté est : lac Matagami, rivière Daniel, rivière Bell, ruisseau Dollard ;
- côté sud : rivière Harricana, rivière Daniel, rivière des Indiens ;
- côté ouest : lac Grasset, rivière de l'Ourse, rivière Harricana, ruisseau McClure, rivière Adam.

La rivière Allard tire sa source d'un lac de tête (altitude : 283 m) situé sur le territoire de la Eeyou Istchee Baie-James, un peu au nord de la limite de la région administrative Abitibi-Témiscamingue. À partir de ce lac, la rivière Allard coule sur environ 140 km selon les segments suivants :
- vers le nord-est en recueillant les eaux de quelques ruisseaux et en traversant quelques zones de marais, jusqu'à un coude de la rivière ;
- vers le nord en formant une courbe vers le sud-est, jusqu'à un coude de rivière où se déverse un ruisseau venant de l'ouest ;
- vers l'est, en formant quelques courbes  dans une zone de marais jusqu'au ruisseau Nelson venant du sud-est ;
- vers le nord-ouest, jusqu'à la route 109 ;
- vers le nord, jusqu'à un coude de la rivière où un ruisseau venant de l'est s'y déverse.
- vers l'ouest, jusqu'à un ruisseau venant de l'ouest et se déversant dans un coude de rivière ;
- vers le nord, en recueillant les eaux de la décharge du lac Watson venant de l'est et en traversant un lac formé par l'élargissement de la rivière, jusqu'au pont de la route R1027 ;
- vers le nord, puis le nord-Est, jusqu'à son embouchure situé face de l'île aux Brochets du côté sud d'une grande zone de marais.

Le portage Allard, d'une longueur approximative de 4 km relie les rivières Harricana et Allard.

## Toponymie
Les Algonquins désignent ce cours d'eau "Sagackweia Sibi", signifiant « rivière de la grande vallée au foin ».
Le terme « Allard » évoque l'œuvre de vie de l'avocat et politicien Louis-Jules Allard, né à Saint-François-du-Lac en 1859 et décédé en 1945 à Montréal. En 1883, au terme de ses études à l'Université Laval, Allard est admis au Barreau du Québec. À partir de 1897, Allard est élu député libéral dans Yamaska à plusieurs reprises. Tour à tour, il dirige les ministères de la Colonisation et des Travaux publics en 1905, des Travaux publics et du Travail en 1905 et 1906, de l'Agriculture de 1906 à 1909 et finalement des Terres et Forêts, de 1909 à 1919.
À ce titre, il paraphe en 1911, une carte de la région de l'Abitibi, qui identifie la rivière portant son patronyme de famille. Outre ses fonctions de leader du gouvernement au Conseil législatif du Québec, il agit à titre de premier ministre intérimaire et de président du Conseil exécutif du Québec lors des absences du premier ministre Sir Lomer Gouin. Un canton mauricien a aussi été désigné en son nom.
Le toponyme « rivière Allard » a été officialisé le 5 décembre 1968 à la Commission de toponymie du Québec.